# Championnats du monde de gymnastique aérobic 2021
Navigation
Guimarães 2018 Guimarães 2022
Les 16es Championnats du monde de gymnastique aérobique ont lieu à Bakou en Azerbaïdjan du 25 au 28 mai 2021.
Initialement prévus en 2020, ces Championnats du monde sont reportés d'un an, en raison de la pandémie de Covid-19.
Du fait de l'exclusion de la Russie par le Tribunal arbitral du sport de toutes compétitions internationales jusqu'en décembre 2022 en raison d'un scandale de dopage d'État, les gymnastes russes ne peuvent représenter officiellement la Russie. Ils participent donc de manière « neutre » à la compétition en représentant leur fédération sportive, la Fédération russe de gymnastique.

## Podiums
| Épreuves       | Or | Argent | Bronze |
| -------------- | --- | --- | --- |
| Individuel     | | | |
| Hommes         | Miquel Mane Espagne | Roman Semenov Fédération russe de gymnastique | Lucas Barbosa Brésil |
| Femmes         | Ayşe Begüm Onbaşı Turquie | Darina Pashova Bulgarie | Daria Tikhonova Fédération russe de gymnastique                                                                                         |
| Groupes        | | | |
| Couples mixtes | Italie Davide Donati Michela Castoldi | Hongrie Daniel Bali Fanni Mazacs | Fédération russe de gymnastique Tatyana Konakova Grigorii Shikhaleev                                                                    |
| Trio           | Bulgarie Antonio Papazov Darina Pashova Tihomir Barotev | Hongrie Daniel Bali Fanni Mazacs Balazs Farkas | Roumanie Teodora Cucu Daniel Tavoc David Gavrilovici                                                                                    |
| Groupes        | Roumanie Gabriel Bocser Teodora Cucu Daniel Tavoc David Gavrilovici Mihai Alin Popa | Hongrie Zoltan Locsei Daniel Bali Fanni Mazacs Balazs Farkas Panna Szollosi                                                                                       | Italie Michela Castoldi Davide Donati Emanuele Caponera Paolo Conti Sara Natella                                                        |
| Step           | Fédération russe de gymnastique Irina Dobriagina Aleksei Germanov Aleksandra Chernousova Anastasia Dmitrieva Polina Golubeva Anastasiia Gvozdetskaia Elizaveta Pelevina Mariia Tereshina | Ukraine Anastasiia Lytvyn Oleksandra Mokhort Yuliia Samoilenko Daria Subotina Anna Timchenko Kateryna Cherkez Darya Gutsalyuk Ilona Shelest                       | Italie Davide Nacci Francesco Sebastio Ylenia Barbagallo Francesco Blasi Sofia Cavalleri Matteo Falera Sarah Ferragina Silvia Santuccio |
| Danse          | Azerbaïdjan Nurjan Jabbarli Madina Mustafayeva Imran Imranov Elchin Mammadov Narmina Huseynova Aykhan Ahmadli Nigar Ibrahimbayli Akif Karimli                                            | Fédération russe de gymnastique Ilia Ostapenko Aleksei Zhuravlev Aleksei Germanov Anton Kolobov Garsevan Dzhanazian Ivan Basov Dmitrii Kudriavtsev Aerem Markelov | Hongrie Zoltan Locsei Kata Hajdu Anna Makranszki Zsofia Simon Balazs Farkas Panna Szollosi Janka Oekroes Vanessza Ruzicska              |
| Équipes        | | | |
| Équipes        | Fédération russe de gymnastique | Roumanie | Hongrie |

## Tableau des médailles
- Pays organisateur ( Azerbaïdjan)

| Rang  | Nation                          | Or | Argent | Bronze | Total |
| ----- | ------------------------------- | -- | ------ | ------ | ----- |
| 1     | Fédération russe de gymnastique | 2  | 2      | 2      | 6     |
| 2     | Roumanie                        | 1  | 1      | 1      | 3     |
| 3     | Bulgarie                        | 1  | 1      | 0      | 2     |
| 4     | Italie                          | 1  | 0      | 2      | 3     |
| 5     | Azerbaïdjan                     | 1  | 0      | 0      | 1     |
| 5     | Espagne                         | 1  | 0      | 0      | 1     |
| 5     | Turquie                         | 1  | 0      | 0      | 1     |
| 8     | Hongrie                         | 0  | 3      | 2      | 5     |
| 9     | Ukraine                         | 0  | 1      | 0      | 1     |
| 10    | Brésil                          | 0  | 0      | 1      | 1     |
| Total | Total                           | 8  | 8      | 8      | 24    |